# Сел су Монмирај
Сел су Монмирај (фр. Celle-sous-Montmirail) насеље је и општина у североисточној Француској у региону Пикардија, у департману Ен (Пикардија) која припада префектури Шато Тјери.
По подацима из 2011. године у општини је живело 115 становника, а густина насељености је износила 20,28 становника/km². Општина се простире на површини од 5,67 km². Налази се на средњој надморској висини од 120 метара (максималној 184 m, а минималној 107 m).

## Демографија
| 1962. | 1968. | 1975. | 1982. | 1990. | 1999. | 2011. |
| ----- | ----- | ----- | ----- | ----- | ----- | ----- |
| 60    | 79    | 92    | 63    | 82    | 81    | 115   |

График промене броја становника у току последњих година